# Laurent Gravier
Laurent Gravier (* 1651 oder 1654 in Marseille; † 9. Januar 1717 ebenda) war ein französischer Altertumsforscher.

## Leben
Laurent Gravier erhielt seine grundlegende Ausbildung in den Schulen seiner Vaterstadt und konnte danach ungestört seiner Neigung zu historischen und antiquarischen Forschungen nachgehen, da seine Vermögensverhältnisse ihm eine unabhängige Stellung sicherten. Er sammelte antike Münzen sowie ägyptische Altertümer und besaß bald ein wertvolles Kabinett von Münzen, plastischen Werken und Gemälden. Gern stellte er sein Kabinett den Archäologen seiner Zeit, mit denen er überall Verbindungen anknüpfte, für ihre Arbeiten zur Verfügung. Deshalb widmeten viele dieser Archäologen ihm die Ergebnisse ihrer Forschungen.
Gravier selbst verfasste mehrere Abhandlungen über einzelne wichtige Punkte der alten und mittleren Geschichte der Provence, veröffentlichte sie aber aus Bescheidenheit nicht. Er scheint sogar seine Schriften kurz vor seinem Tod vernichtet zu haben, da sich keine Handschriften von ihnen in seinem Nachlass fanden. Er starb in der Nacht vom 8. auf den 9. Januar 1717.
Laurent Gravier hatte fünf Söhne, von denen Félix-Joseph Gravier (1687–1747) ein Gründungsmitglied der 1726 gestifteten Akademie von Marseille und ein bedeutender Anwalt in den königlichen Räten war. Graviers vielleicht ältester Sohn, François Gravier (1675–1718), war Großkaufmann, wie sein Vater Altertumsforscher und Münzensammler sowie Korrespondent von Bernard de Montfaucon.